# 忽图鲁
忽图鲁（1243年—1306年），元朝将领，札剌亦儿氏，木华黎五弟带孙的孙子，秃马台的次子。
忽图鲁随蒙哥伐蜀，攻克嘉定府诸城，赐金符。再统蒙古军五部，共万人。元世祖至元五年（1268年），召还。忽图鲁之兄札尔忽以征南万户从丞相伯颜伐南宋，阵亡。伯颜推荐忽图鲁袭万户，定南方未克州郡，镇扬州。至元十五年（1278年），以昭勇大将军兼扬州路达鲁花赤，平定浙东杨振龙，监真定、河南二路上万户府。兄札尔忽之子舒温直长，将兄爵让还。转任福建田海道肃政廉访使。
元成宗元贞初年，八番蛮叛元，忽图鲁为宣慰使都元帅，进镇国上将军。建议设立宣抚司进行招抚。戈布、喇台、乞即、落东等番，恃险不服，忽图鲁率军讨伐。部落归降的有三千户。不久，平连思、娄浴、暮梅、求那诸蛮全都降元。次年，八番蛮酋罗陈、罗何、罗廉部五千户降，忽图鲁率领他们入觐。元成宗赐他金织衣。
大德五年（1301年），转任广西两江道宣慰使都元帅，诛杀叛元酋长易奚晚、高仙道等，于是深入左右江溪洞。次年，地州酋长罗光殿、天州酋长罗仲宪降元，获得三万四千户。大德七年（1303年），转任浙东道，为政宽简，官民欢迎。大德八年（1304年），为母丁忧。大德十年（1306年），卒，年六十四岁。
子
- 佛宝，宁国路总管
- 按坛不花
- 安僧，历任八番、淮东、福建三道宣慰使，告归养母，天历初年，为淮东宣慰使
- 博罗，兵部尚书

## 延伸阅读
[在维基数据编辑]
 《新元史/卷120》，出自柯劭忞《新元史》